# Alexandru Barna
Alexandru Vasile Barna (sinh ngày 6 tháng 7 năm 1993) là một cầu thủ bóng đá người România thi đấu ở vị trí thủ môn cho UTA Arad. Barna lớn lên tại Ceahlăul Piatra Neamț và anh ra mắt tại Liga I, thi đấu 21 trận ở giải hạng hai. Năm 2016 Barna chuyển đến UTA Arad, sau sự tan rã của Ceahlăul. Vào mùa thu năm 2017, Barna dính chấn thương nghiêm trọng và sự nghiệp của anh gần như chấm dứt bi thảm, nhưng vào tháng 2 năm 2018, sau khi kiểm tra y tế chi tiết, một lần nữa anh được công nhận khỏe mạnh để thi đấu.